# Помеченный смертью
«Помеченный смертью» (англ. Marked For Death) — американский боевик 1990 года режиссёра Дуайта Х. Литтла. Варианты русского перевода: «Отмеченный смертью», «Его надо убрать», «Приговорённый», «Нико-3».

## Сюжет
Агент DEA Джон Хэтчер выполняет миссию в Колумбии, где от руки проститутки погибает его напарник Чико. Хэтчеру приходится убить стрелявшую в него женщину. Священник на исповеди советует ему вернуться к семье. Джон выходит в отставку и возвращается в свой родной город Линкольн-Хайтс (пригород Чикаго), к сестре Мелиссе и её дочери Трейси. Он встречается со своим старым другом и бывшим однополчанином Максом Келлером, который работает футбольным тренером в местной школе. Они замечают группу ямайских негров, которые продают наркотики школьникам.
Банда «Jamaican Posse» выходцев с Ямайки под предводительством колдуна вуду Скруфейса вторгается в сферу влияния пуэрто-риканской мафии. Негры расстреливают пуэрториканцев в клубе, оказавшийся там Хэтчер разоружает одного из предводителей ямайцев. В отместку преступники поливают шквальным огнём дом Хэтчера, его племянница получает тяжёлое ранение. Разъярённый Хэтчер пускается по следу банды. Он вламывается к местному преступнику Джимми, где застаёт ямайца Несту. Хэтчеру приходится застрелить Джимми, после чего Неста выпрыгивает из окна. Негры рисуют на двери дома Хэтчера некий символ, означающий, что хозяин дома «помечен смертью». Скруфейс и его люди врываются в дом Хэтчера и собираются принести Мелиссу в жертву духам вуду, жертвоприношение срывает вернувшийся Хэтчер. Хэтчер и Макс нападают на отряд ямайцев и, после уличной погони и побоища в местном музее, расправляются с преступниками.
Специалист Чикагского департамента полиции Лесли Давалос заявляет Хэтчеру, что единственный способ сокрушить банду — уничтожить Скруфейса, что деморализует негров, верящих в его колдовскую силу. Возвращаясь домой Хэтчер попадается в засаду Скруфейса и едва избегает неминуемой гибели. К Джону и Максу присоединяется полицейский Чарльз, ямайский негр, выслеживающий Скруфейса. Трио героев отправляются на Ямайку, где находят знакомую Скруфейса, она сообщает адрес его базы а также секрет колдовской силы Скруфейса: «У него две головы и четыре глаза». Ночью герои нападают на поместье Скруфейса. Пока Макс и Чарльз обстреливают особняк снаружи, Хетчер проникает внутрь, где его схватывают люди Скруфейса. Негры собираются принести героя в жертву, но тот вырывается и уничтожает Скруфейса с его приспешниками.
Герои являются в штаб банды в подвале и требуют от негров убраться из Чикаго. В ответ на возражения Чарльз показывает отрубленную голову колдуна, но падает, пронзённый мечом появившегося Скруфейса. Ямайцы, убеждённые, что Скруфейс вернулся из мёртвых благодаря магии вуду, бросаются в атаку. Раненый в ногу Макс удерживает выход из подвала, в то время как Хэтчер бросается в погоню за Скруфейсом. Он догадался, что ему противостоит брат-близнец (двойник) Скруфейса. Хэтчер убивает приспешников Скруфейса и сбрасывает колдуна в шахту лифта. Потрясённые негры, прекращают сопротивление, видя изуродованное тело своего главаря. Хэтчер выносит на руках тело Чарльза, за ним ковыляет Макс.

## В ролях
| Актёр                   | Роль                               |
| ----------------------- | ---------------------------------- |
| Стивен Сигал            | Джон Хэтчер                        |
| Бейзил Уоллес           | Скруфейс                           |
| Кит Дэвид               | Макс                               |
| Том Райт                | Чарльз Маркс полицейский с Ямайки  |
| Джоанна Пакула          | Лесли                              |
| Элизабет Грэйсен        | Мелисса                            |
| Бетт Форд               | Кейт Хэтчер                        |
| Даниэль Харрис          | Трейси племянница Джона            |
| Эл Израэл               | Тито Барко колумбийский наркобарон |
| Арлен Дин Снайдер       | Дюваль                             |
| Виктор Ромеро Эванс     | Неста                              |
| Том Дуган               | Пако                               |
| Майкл Ральф             | Манки                              |
| Джеффри Андерсон-Гюнтер | Наго                               |
| Тони ДиБенедетто        | Джимми Фингерс                     |
| Кевин Данн              | лейтенант Сэл Роселли              |
| Питер Джейсон           | Пит Стоун                          |
| Дэнни Трехо             | Хектор                             |

## Саундтрек
Саундтрек, содержащий музыку в стиле хип-хоп, регги и R&B, был выпущен 27 сентября 1990 года на лейбле «Delicious Vinyl».

### Трек-лист
1. «I Wanna Do Something Freaky to You»(4:30) — Kenyatta
2. «I Joke But I Don’t Play»(4:33) — Tone Lōc
3. «Roots & Culture»(4:00) — Shabba Ranks
4. «Put the Funk Back in It»(5:45) — Brand New Heavies
5. «Welcome to My Groove»(4:52) — Mellow Man Ace
6. «Quiet Passion»(4:40) — N’Dea Davenport
7. «Domino»(3:46) — Masters of Reality
8. «The Shadow of Death»(4:32) — Def Jef and Papa Juggy)
9. «Ya Gets None»(5:02) — Body & Soul
10. «Rats Chase Cats»(3:47) — Attic Black
11. «Pick Up the Pace»(3:18) — Young MC
12. «Weapons Montage»(2:06) — Tom Scott and James Newton Howard
13. «John Crow»(3:44) — Jimmy Cliff and Steven Seagal
14. «Stepping Razor»(5:47) — Peter Tosh
15. «No Justice»(4:02) — Jimmy Cliff
16. «Rebel in Me»(4:08) -Jimmy Cliff

## Приём

### Касса
«Помеченный смертью» стартовал с первого места по кассовым сборам в США с начальным сбором в первый уик-энд в размере 11 790 047 долларов, что сделало его вторым фильмом с участием Стивена Сигала, подряд открывшимся на первой строчке. Фильм оставался на первом месте в течение трёх уик-эндов подряд. Он заработал чуть больше 46 миллионов долларов внутри страны и 58 миллионов долларов во всем мире.

### Критика
Rotten Tomatoes сообщает, что 20 % из 10 опрошенных критиков дали фильму положительную рецензию; средняя оценка — 3,4 / 10. Зрители, опрошенные CinemaScore, дали фильму среднюю оценку «А» по шкале от A + до F. И The New York Times, и The Washington Post высоко оценили его, написав, что это ещё один солидный боевик Сигала. Менее благоприятно отозвались в Entertainment Weekly: они написали, что фильм частично «погублен мрачной кинематографией». «Чикаго Трибьюн» очень критически отнеслась к фильму.